# Introduction à la relativité générale
Cet article concerne une introduction accessible, non technique, au sujet. Pour un article plus technique, voir Relativité générale.

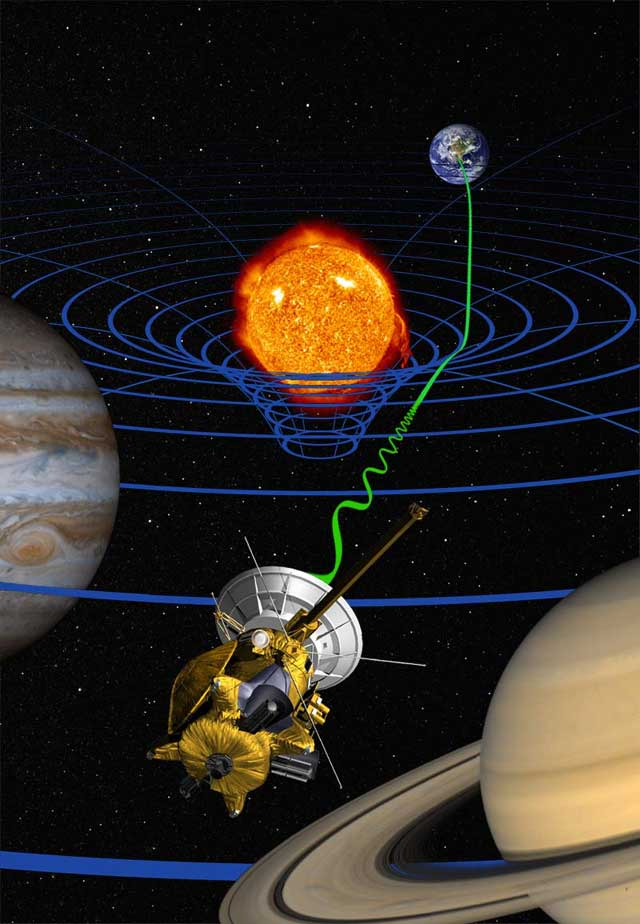
Test de haute précision de la relativité générale par la sonde spatiale Cassini (vue d'artiste) : des signaux radio envoyés entre la Terre et la sonde (onde verte) sont retardés par la déformation de l'espace et du temps due à la masse du Soleil.

La relativité générale est une théorie de la gravitation qui a été développée par Albert Einstein entre 1907 et 1915. Selon la relativité générale, l'attraction gravitationnelle que l'on observe entre les masses est provoquée par une déformation de l'espace et du temps par ces masses.
Avant l'avènement de la relativité générale, la loi de l'attraction universelle de Newton avait été acceptée pendant plus de 200 ans comme une description valable de la force de gravitation entre masses. Dans le modèle de Newton, la gravitation est le résultat d'une force attractive entre les objets massifs. Bien que Newton fût ennuyé par la nature inconnue de cette force, sa théorie permettait de décrire très correctement les mouvements terrestres et célestes.
Cependant, des expériences et des observations montrent que la description par Einstein rend compte de quelques effets inexpliqués par la loi de Newton, telles que des anomalies minimes sur l'orbite de Mercure, et d'autres planètes. La relativité générale prédit aussi de nouveaux effets de la gravitation, tels que les ondes gravitationnelles, les effets de lentille optique gravitationnelle et l'effet de la gravitation sur le temps, connu sous le nom de dilatation gravitationnelle du temps. Beaucoup de ces prédictions ont été confirmées par l'expérience, tandis que d'autres sont encore le sujet de recherches.
La relativité générale est devenue un outil essentiel de l'astrophysique moderne. Dans les années 2020, c'est le fondement de la compréhension des trous noirs, qui sont des régions où l'attraction gravitationnelle est tellement intense que la lumière ne peut s'en échapper, sa vitesse étant inférieure à la vitesse de libération. On pense que cette forte gravitation est responsable des rayonnements intenses émis par certains objets astronomiques (noyaux actifs de galaxies ou microquasars). La relativité générale fait aussi partie du schéma standard du Big Bang en cosmologie.
Bien que la relativité générale ne soit pas la seule théorie relativiste, c'est la plus simple qui soit en cohérence avec les données expérimentales. Cependant il reste un certain nombre de questions ouvertes : la plus fondamentale est de trouver à concilier la relativité générale avec les lois de la physique quantique, et de formuler une théorie complète et cohérente de la gravitation quantique.

## De la relativité restreinte à la relativité générale
En septembre 1905, Albert Einstein publie sa théorie de la relativité restreinte, qui réunit les lois du mouvement de Newton avec l'électromagnétisme (l'interaction des objets avec les charges électriques). La relativité restreinte introduit un nouveau cadre de pensée pour toute la physique, en proposant des concepts radicalement nouveaux sur l'espace et le temps. Cependant, certaines théories adoptées jusqu'alors ne sont pas cohérentes avec ces concepts, parmi lesquels se trouve la théorie de la gravitation de Newton, qui décrit l'attraction mutuelle entre deux corps due à leurs masses.
Plusieurs physiciens, dont Einstein, recherchaient une théorie qui pourrait unifier la loi de la gravitation de Newton et la relativité restreinte. Seule la théorie d'Einstein se montre finalement compatible avec les expériences et les observations. Pour comprendre les idées de base de la théorie, il est instructif de suivre le déroulement de la pensée d'Einstein de 1907 à 1915, depuis sa simple expérience de pensée impliquant un observateur en chute libre, jusqu'à sa théorie complètement géométrique de la gravitation.

### Principe d'équivalence
Une personne dans une cabine d'ascenseur en chute libre ressent l'apesanteur pendant toute la durée de la chute : tous les objets situés dans la cabine flottent sans bouger ou se déplacent à vitesse constante. Comme tout tombe ensemble dans la cabine, la personne n'observe aucun effet gravitationnel. Ainsi, les sensations d'un observateur en chute libre sont indiscernables de celles d'un observateur éloigné dans l'espace cosmique, loin de toute source mesurable de gravitation. Ces observateurs sont les observateurs privilégiés —  ou « inertiels » — qu'Einstein décrit dans sa théorie de la relativité restreinte : des observateurs pour lesquels la lumière parcourt des lignes droites à vitesse constante.
Einstein émet l'hypothèse que des expériences semblables, avec des observateurs en chute libre ou inertiels en relativité restreinte, représentent une propriété fondamentale de la gravitation. Il en a fait un fondement de sa théorie de la relativité générale, qu'il a formalisée dans le principe d'équivalence. Essentiellement, ce principe énonce qu'une personne située dans une cabine, et qui ne ressent pas de pesanteur, ne peut pas détecter si la cabine est en chute libre ou s'il échappe à l'influence de toute source de gravitation.

### Gravitation et accélération

Balle tombant par terre dans une fusée accélérée (gauche) et sur la terre (droite).

De même que la plupart des effets de la gravitation peuvent être supprimés en se mettant en situation de chute libre, ces effets peuvent être « provoqués » en observant des objets dans un système en cours d'accélération. Un observateur dans une cabine fermée ne peut pas distinguer les deux cas suivants :
- les objets tombent sur le plancher parce que la cabine repose sur la Terre et que ces objets sont attirés par la gravitation ;
- les objets tombent sur le plancher parce que la cabine est emportée par une fusée dans l'espace qui accélère à 9,81 m/s2, tout en étant loin de toute source de gravitation. Les objets sont tirés vers le plancher par une « force d'inertie » analogue à celle qui enfonce les passagers d'une voiture dans leur siège au moment de l'accélération.

Inversement, tout effet observé à cause de l'accélération du cadre de référence devrait être observé dans un champ gravitationnel de force correspondante. C'est ce principe qui permet à Einstein en 1907 de prédire quelques effets nouveaux de la gravitation, comme abordé dans la prochaine section.
Un observateur dans un système de référence accéléré doit introduire ce que les physiciens appellent des forces fictives pour rendre compte de l'accélération subie par lui-même et les objets qui l'entourent. L'expérience de ce genre de forces fictives est quotidienne comme la force enfonçant dans son siège le chauffeur d'une voiture qui accélère. Citons encore la force qui empêche une toupie lancée assez vite de tomber, bien qu'elle repose sur sa pointe, ou la force qui éjecte l'eau du linge dans un lave-linge pendant l'essorage. Ces forces fictives sont dues à l'inertie des objets, c'est-à-dire à leur tendance à suivre une trajectoire rectiligne à vitesse constante. Si l'on veut dévier ou accélérer cette vitesse, l'objet réagit avec une force fictive proportionnelle à sa masse.
Comparons les deux énoncés suivants :
- les forces fictives sont toujours proportionnelles à la masse de l'objet sur lequel elles s'appliquent ;
- la force ressentie par un objet dans un champ de gravitation est toujours proportionnelle à sa masse (loi de Newton).

L'intuition fondamentale d'Einstein a été de trouver une raison profonde pour que ces deux énoncés concernant des phénomènes apparemment bien différents fassent intervenir la même masse. Ce problème tourmentait les physiciens depuis quelque temps déjà. Einstein s'est dit que d'une certaine manière, l'attraction par la gravitation est fondamentalement de la même nature que ces forces fictives.

### Conséquences physiques
En 1907, Einstein en a encore pour 8 ans avant de donner une forme finale à la relativité générale. Cependant, il a déjà réussi à faire des prédictions originales, et vérifiables, basées sur son point de départ : le principe d'équivalence.

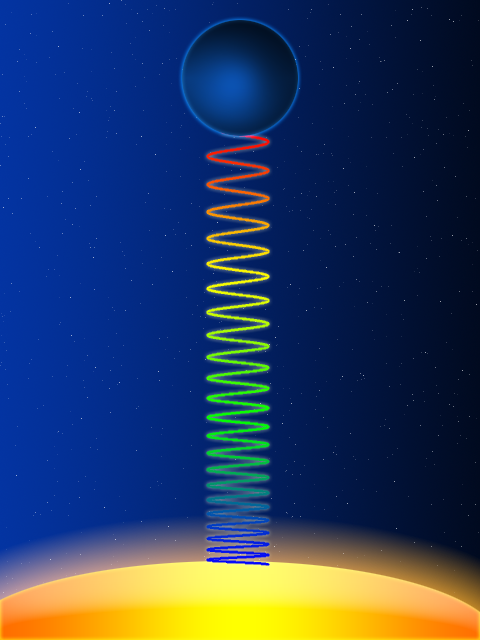
Le décalage gravitationnel vers le rouge d'une onde lumineuse quand elle remonte contre un champ gravitationnel créé par l'étoile jaune (en dessous)

Le premier effet nouveau est le décalage vers le rouge gravitationnel. Considérons deux observateurs sur un vaisseau spatial qui accélère. Sur ce vaisseau, il y a naturellement une conception de « haut » et de « bas » : le haut est la direction vers laquelle le vaisseau accélère, et le bas la direction opposée. Tout objet abandonné à lui-même (immobile par rapport au vaisseau) va tomber naturellement vers le bas, car il se fait rattraper par le vaisseau qui accélère. Supposons que sur ce vaisseau, il y ait deux observateurs placés l'un plus haut que l'autre. Quand l'observateur du bas envoie un faisceau lumineux à celui du haut, la relativité restreinte dit que celui du haut va le recevoir à une fréquence inférieure à celle d'émission. Accélération et distance provoquent un décalage vers le rouge (vers les basses fréquences). Inversement, de la lumière émise du haut arrivera à une fréquence supérieure à celle d'émission à l'observateur du bas. Elle sera décalée vers le bleu. L'argument d'Einstein a été que ce genre de décalage de fréquence doit également être observé dans des champs gravitationnels. Ceci est illustré par la figure de gauche, qui montre une onde lumineuse progressivement décalée vers le rouge en remontant le champ de gravitation.
Ce décalage de fréquence correspond à une dilatation du temps gravitationnelle : comme l'observateur du haut constate que la même lumière vibre plus lentement, c'est que son horloge tourne plus vite. Ainsi, plus les observateurs sont en bas du champ gravitationnel, plus leur temps s'écoule lentement.
Il faut souligner qu'aucun des deux observateurs ne peut observer de changement dans l'écoulement du temps autour de lui, ou pour des objets qui sont près de lui, ou qui se déplacent lentement par rapport à lui : le temps nécessaire pour cuire un œuf à la coque est toujours de trois minutes. Ce n'est que lorsque l'on compare des horloges éloignées entre elles que l'on peut détecter ce genre d'effets.
De façon semblable, Einstein a prédit la déflexion de la lumière par un champ gravitationnel : dans un champ gravitationnel, la lumière est défléchie vers le bas. Sa prédiction était alors fausse par un facteur 2 : le calcul correct nécessite la formulation complète de la théorie de la relativité générale, et non simplement le principe d'équivalence.

### Effets de marée

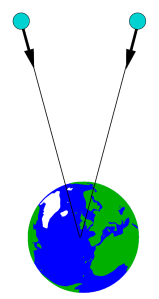
Deux corps tombant vers le centre de la Terre accélèrent l'un vers l'autre en tombant

L'équivalence entre les effets de gravitation et d'inertie ne constitue pas une théorie de la gravitation complète. En particulier, elle ne répond pas à la simple question : qu'est-ce qui empêche les habitants des antipodes de tomber de la Terre ? Si l'on veut expliquer la gravitation dans notre voisinage à la surface de la Terre, on peut se contenter de la simple explication que notre système de référence n'est pas en chute libre, et qu'il faut donc s'attendre à des forces fictives. Mais un système de référence tombant en chute libre sur un point de la Terre d'un côté de la Terre ne peut pas expliquer pourquoi les gens de l'autre côté de la Terre ressentent la gravitation en sens opposé.
Une manifestation plus élémentaire du même effet implique deux corps tombant l'un à côté de l'autre vers la Terre. Dans un système de référence en chute libre au voisinage, ils semblent flotter en apesanteur – mais pas exactement. Ces deux corps ne tombent pas exactement dans la même direction, mais convergent sur un point unique dans l'espace : le centre (de gravité) de la Terre. En conséquence, il y a une composante de mouvement de chaque corps dirigée vers l'autre (voir figure). Dans une petite région comme une cabine, cette accélération est minuscule, tandis que pour des personnes tombant en chute libre en des points opposés de la Terre, l'effet est très grand. Ce genre de variation de force est responsable, dans le cadre de la loi de Newton, des marées sur les océans terrestres, d'où l'utilisation de l'expression effet de « marée » pour ce phénomène.
L'équivalence entre inertie et gravitation ne peut expliquer les effets de marée – elle ne peut pas expliquer les variations de champ gravitationnel. Pour y arriver, on a besoin d'une théorie qui décrit comment la matière (comme une grosse masse comme la Terre) affecte l'environnement inertiel autour d'elle.

### De l'accélération à la géométrie
En explorant l'équivalence entre gravitation et accélération, y compris le rôle des effets de marée, Einstein a découvert plusieurs analogies avec la géométrie des surfaces. Par exemple, la transition d'un système de référence inertiel (dans lequel les particules libres se déplacent sur des lignes droites à vitesse constante) à un système en rotation (dans lequel des termes supplémentaires correspondant à des forces fictives doivent être introduits pour expliquer le mouvement des particules) : c'est analogue à la transition d'un système de coordonnées cartésiennes (dans lequel les lignes de coordonnées sont des lignes droites) à un système de coordonnées curvilinéaire (où les lignes de coordonnées n'ont pas besoin d'être droites).
Une analogie plus profonde relie les forces de marée à la propriété des surfaces que l'on appelle courbure. Pour les champs de gravitation, l'absence ou la présence de forces de marée détermine si l'on peut éliminer l'influence de la gravitation en choisissant un système de référence en chute libre. De la même manière, pour une surface, l'absence ou la présence de courbure détermine si la surface est équivalente à un plan. En été 1912, inspiré par cette analogie, Einstein a recherché une formulation géométrique de la gravitation.
Les objets élémentaires de la géométrie : point, ligne, triangle, sont traditionnellement définis dans l'espace à trois dimensions, ou sur des surfaces à deux dimensions. Mais en 1907, le mathématicien Hermann Minkowski introduit une formulation de la relativité restreinte d'Einstein, dans laquelle la géométrie comprend non seulement l'espace mais aussi le temps. L'entité de base de cette nouvelle géométrie est un espace-temps à quatre dimensions. Les trajectoires de corps en mouvement sont des lignes dans l'espace-temps, appelées lignes d'univers ; les trajectoires de corps se déplaçant à vitesse constante sans changer de direction y correspondent à des lignes droites.
Pour les surfaces, la généralisation de la géométrie du plan – une surface plate – à la géométrie de surfaces courbées avait été décrite au début du XIXe siècle par Carl Friedrich Gauss. Cette description, à son tour, avait été étendue à des espaces à plusieurs dimensions dans un formalisme présenté par Bernhard Riemann dans les années 1850. Au moyen de cette géométrie de Riemann, Einstein a formulé une description de la gravitation dans laquelle l'espace-temps de Minkowski – qui peut être considéré comme plat – est remplacé par un espace-temps courbé, exactement comme les surfaces courbes sont une généralisation de la surface plane ordinaire.
Après avoir réalisé la validité de cette analogie géométrique, il a fallu trois ans à Einstein pour mettre au point les fondations de sa théorie : les équations qui relient la masse de la matière à la courbure de l'espace-temps. Après avoir réussi à écrire ces relations, que l'on connaît depuis sous le nom d'équations d'Einstein ou, plus précisément, ses équations du champ de gravitation, il présente sa nouvelle théorie de la gravitation au cours de plusieurs séances de l'Académie des sciences de Prusse à la fin de l'année 1915.

## Géométrie et gravitation
En paraphrasant le doyen de la recherche américaine sur la relativité, John Wheeler, on peut résumer la théorie géométrique de la gravitation d'Einstein comme suit : l'espace-temps commande le mouvement des masses, et les masses commandent la courbure de l'espace-temps. Ce que cela signifie va être détaillé dans les trois sections suivantes :
- le mouvement de particules-test (assez légères pour n'avoir aucune influence gravitationnelle) dans un espace-temps courbé ;
- les propriétés de la matière qui servent de source à la gravitation, et qui peuvent donc influencer la courbure de l'espace-temps ;
- finalement les relations d'Einstein qui relient ces propriétés de la matière à la courbure de l'espace-temps.

### Exploration du champ gravitationnel
Pour faire la carte des influences gravitationnelles d'un corps, il est utile de penser en termes de ce que les physiciens appellent particules test : ce sont des corps qui sont influencés comme tout par la gravitation, mais qui sont eux-mêmes si petits et légers que l'on peut négliger leurs propres effets gravitationnels. L'exemple idéal est celui de la pomme légendaire que Newton vit tomber d'un arbre, ce qui lui donna l'idée que tous les corps étaient soumis à la gravitation. Et certes, les effets gravitationnels d'une pomme sur un autre corps sont totalement négligeables par rapport à ceux qu'exerce la Terre. En l'absence de gravitation, et bien sûr d'autres forces, une particule test se déplace en ligne droite à vitesse constante. Dans le langage de l'espace-temps, ceci signifie que sa ligne d'univers est droite. En présence de gravitation, l'espace-temps est courbé, c'est-à-dire qu'il n'est plus un espace de Minkowski, qui est un analogue à 4 dimensions du plan d'Euclide, mais c'est un espace plus général, décrit par un analogue de la géométrie de Riemann. Dans ce genre d'espace courbe, on ne peut plus parler de lignes d'univers droites mais de géodésiques, c'est-à-dire de lignes qui sont « le moins courbes possible ».

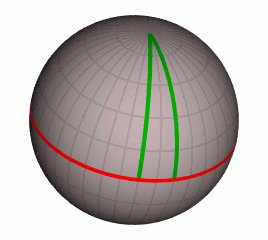
Géodésiques convergentes : deux méridiens (en vert) partent perpendiculaires à l'équateur (en rouge), mais finissent par se rencontrer au pôle

Pour prendre une analogie, la géodésie est l'art de mesurer les distances et les formes sur la Terre. Une géodésique est le plus court chemin entre deux points à la surface de la Terre. En supposant que la Terre soit une sphère parfaite, une géodésique serait alors un arc de grand cercle, comme un méridien ou l'équateur. Évidemment, ces chemins ne sont pas droits, puisque ce sont des arcs de cercle tracés sur la sphère. Mais ce sont les lignes les plus droites possible que l'on peut tracer sur la sphère.
Les propriétés des géodésiques diffèrent de celles des lignes droites. Par exemple, sur un plan, des droites parallèles ne se rencontrent jamais, contrairement à ce qui se passe pour les géodésiques sur la Terre : deux méridiens sont parallèles entre eux au niveau de l'équateur, puisqu'ils le coupent tous deux à angle droit. Cependant, tous ces méridiens partis parallèles se rejoignent aux pôles (voir figure à droite). De la même manière, les lignes d'univers de particules test en chute libre sont, en relativité générale, des géodésiques de l'espace-temps. Mais il y a des différences cruciales entre elles et les lignes d'univers droites de la relativité restreinte. En relativité restreinte, les lignes d'univers parallèles restent parallèles (des particules test qui se déplacent à la même vitesse dans la même direction restent à la même distance). Mais en présence d'effets de marée, cela ne sera pas le cas en relativité générale en général. Si par exemple, à la même distance de la Terre, on lâche deux objets immobiles au même instant, ils vont tomber vers le centre de la Terre, et par suite vont se rapprocher l'un de l'autre (voir figure).
Par comparaison avec les planètes et autres objets astronomiques, les objets de la vie quotidienne (gens, voitures, maisons, et même montagnes) ont une masse petite. Ces objets peuvent donc être considérés comme des particules test, et ils ont le même comportement par rapport à la gravitation. En particulier, pour dévier une particule test de sa trajectoire géodésique, il faut lui appliquer une force extérieure. Une personne assise sur une chaise a tendance à suivre une géodésique, c'est-à-dire à tomber en chute libre vers le centre de la Terre. Mais la chaise lui applique une force externe sous les fesses, qui l'empêche de suivre cette tendance. Ainsi, la relativité générale explique l'expérience quotidienne de la gravitation à la surface de la Terre non pas comme l'attraction par une force gravitationnelle, mais comme une force fictive d'inertie analogue à celles évoquées. Comme toutes les forces fictives, celle-ci est proportionnelle à la masse, et il faut donc une force proportionnelle à la masse pour l'équilibrer. Cette force s'appelle le poids.
Pour les objets matériels assez massifs pour que leur propre influence gravitationnelle ne puisse pas être négligée, les lois du mouvement sont quelque peu plus compliquées que pour les particules test, bien qu'il reste vrai que c'est la géométrie de l'espace qui régit le mouvement de la matière.

### Sources de la gravitation
Dans la description de la gravitation par Newton, il existe une attraction gravitationnelle provoquée par la matière. De façon plus précise, elle est due à une propriété bien définie des objets matériels : leur masse. Dans la théorie d'Einstein, et ses parentes, la courbure en chaque point de l'espace-temps est régie par la présence de matière. Ici aussi, la masse est une propriété-clé pour déterminer cette influence de la matière sur la géométrie de l'espace-temps, et par là sur la gravitation. Mais dans une théorie relativiste de la gravitation, la masse ne peut pas être, à elle seule, prise pour source de la gravitation. La relativité relie entre elles la masse, l'énergie et la quantité de mouvement.
Pour un corps immobile (quantité de mouvement nulle), la masse et l'énergie sont reliées en relativité restreinte par la relation d'équivalence masse-énergie : E = mc², relation la plus connue de la relativité restreinte, tout en n'étant pas forcément la mieux interprétée. Ici, E représente l'énergie du corps, m sa masse, et c la vitesse de la lumière (299 792 458 m/s). Comme c est très grand, on se limite dans la vie courante à considérer que les variations de m sont négligeables, et que seules comptent celles de E. Et ceci est vrai dans toute la mécanique pré-relativiste.
En relativité restreinte, l'énergie est très liée avec la quantité de mouvement, que l'on nomme encore impulsion ou moment linéaire. Exactement comme dans cette théorie, l'espace et le temps sont deux aspects différents d'un espace plus large, l'espace-temps, l'énergie et le moment sont deux aspects différents d'une quantité unifiée plus vaste, que les physiciens appellent le quadri-moment. Si donc la masse, et donc l'énergie, est la source de la gravitation, il faut, pour rester cohérent avec la relativité, que ce soit le quadri-moment, moment inclus, qui soit à la source de la gravitation. Et même, pour compléter, il faut inclure les quantités qui sont directement liées à celles-ci, c'est-à-dire la pression, la tension ou autres contraintes internes au corps. Ce sont toutes ces données qui servent à régir le comportement de l'espace-temps en fonction de la matière. Dans la formulation mathématique de la théorie, toutes ces quantités ne sont que divers aspects d'une quantité physique plus générale appelée tenseur énergie-impulsion.
Cependant, il faut noter qu'il ne s'agit plus ici de la masse globale d'un corps mais de la répartition locale des quantités physiques dont on a besoin, sous une forme analogue à celle de densités. Par exemple, certaines des composantes du tenseur énergie-impulsion sont les densités d'énergie et de quantité de mouvement.

### Équations d'Einstein
Les équations d'Einstein sont le nœud central de la relativité générale. Elles fournissent en langage mathématique une formulation précise de la relation qui existe entre la géométrie de l'espace-temps et les propriétés de la matière. Plus concrètement, elles sont formulées en termes de géométrie de Riemann, où les propriétés d'un espace (ici, d'un espace-temps) sont décrites par une quantité nommée métrique. Cette métrique contient l'information dont on a besoin pour calculer de proche en proche les grandeurs fondamentales de distance et d'angle dans l'espace en question.

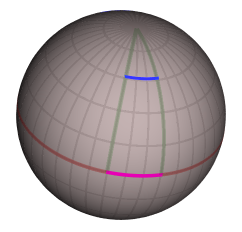
Distances correspondant à 30 degrés de différence en longitude, à différentes latitudes.

Une surface sphérique comme celle de la Terre donne un exemple simple. La position de n'importe quel point peut être décrite par deux coordonnées : la latitude et la longitude géographiques. Contrairement aux coordonnées cartésiennes sur le plan, des différences de coordonnées ne correspondent pas simplement à des distances sur la surface, comme le montre le diagramme de droite : pour quelqu'un situé à l'équateur, se déplacer de 30° de longitude ouest (ligne rose foncé) correspond à 3 333 km, tandis que pour quelqu'un situé à 49° nord (en gros la latitude de Paris), se déplacer de 30° de longitude sur un parallèle (ligne bleue), à latitude constante, ne correspond qu'à 2 187 km. Mais en fait l'itinéraire le plus court (arc de grand cercle) joignant les extrémités de cet arc de parallèle ne fait que 2 172 km, car un parallèle n'est pas une géodésique. Les simples coordonnées ne sont donc pas suffisantes pour décrire la géométrie d'une surface sphérique, ou a fortiori la géométrie d'un espace ou espace-temps plus compliqué. L'information manquante est contenue dans la métrique, qui, définie en chaque point, décrit la relation entre différence de coordonnées et distance. Toutes les autres quantités intéressantes pour la géométrie, comme la longueur d'une courbe, ou la valeur des angles, peuvent être calculées à partir de cette métrique.
La fonction métrique et son taux de variation d'un point à l'autre peuvent être utilisées pour définir une quantité appelée tenseur de courbure de Riemann, qui décrit exactement comment l'espace (ou espace-temps) est courbé en chaque point. En relativité générale, la métrique de l'espace-temps et le tenseur de courbure de Riemann sont des quantités définies en chaque point de l'espace-temps. Comme il a déjà été dit à la section précédente, le contenu en matière de l'espace-temps définit une autre quantité, le tenseur d'énergie-impulsion, T. Le principe selon lequel l'espace-temps régit le mouvement de la matière et la matière régit la courbure de l'espace implique que ces quantités doivent être liées entre elle. Einstein a formulé cette relation en utilisant le tenseur de courbure de Riemann et la métrique pour définir une autre quantité géométrique G, maintenant appelé tenseur d'Einstein, qui décrit certains aspects de la courbure de l'espace-temps. L'équation d'Einstein s'écrit alors :
{\displaystyle \mathbf {G} ={\frac {8\pi G_{N}}{c^{4}}}\mathbf {T} ,}
c'est-à-dire qu'à une constante multiplicative près, la quantité G (qui décrit certains aspects de la courbure de l'espace-temps) est égale à la quantité T (qui décrit certains aspects du contenu en matière). La constante G N est la constante de gravitation introduite par Newton, c est la vitesse de la lumière, et π est la constante géométrique classique (rapport de la circonférence au diamètre d'un cercle).
On parle souvent des équations d'Einstein au pluriel, car les quantités G et T sont chacune un ensemble de dix composantes, fonctions des coordonnées dans l'espace-temps, et l'équation ci-dessus exprime l'égalité de chacune des composantes de G avec un multiple de la composante correspondante de T. Les solutions exactes de ces équations décrivent une géométrie particulière de l'espace-temps ; par exemple la solution de Schwarzschild décrit la géométrie autour d'une masse sphérique, sans rotation, comme une étoile. C'est cette solution qui a conduit à la découverte des trous noirs. Par ailleurs la solution de Kerr décrit un trou noir en rotation. D'autres solutions décrivent des ondes gravitationnelles ou, pour la métrique de Friedmann-Lemaître-Robertson-Walker, un univers homogène, en expansion ou en contraction. Bien sûr, la solution la plus simple est l'espace de Minkowski, sans courbure, décrit par la relativité restreinte. Comme sa courbure est nulle, les équations d'Einstein montrent qu'il ne contient pas de matière, ni même de lumière (la lumière ayant une énergie, son tenseur d'énergie-impulsion ne peut pas être nul).

## Tests expérimentaux
Aucune théorie scientifique n'a de valeur apodictique; chacune est un modèle qui doit être vérifié par l'expérience. Une théorie est réfutée, et donc fausse, si elle donne des résultats incorrects, ne fût-ce que pour une seule expérience. La loi de la gravitation de Newton était acceptée parce qu'elle rendait compte des mouvements des planètes et de leurs satellites avec une grande précision. Cependant, avec l'amélioration de la précision des mesures expérimentales, on observa quelques discordances avec les prédictions de la théorie de Newton. Ces discordances ont été réglées par le passage à la relativité générale, mais il faut encore que les prédictions de cette dernière théorie soient confrontées avec l'expérience. Trois tests expérimentaux ont été proposés par Einstein lui-même, et sont maintenant connus sous le nom de tests historiques de la théorie.

Orbite newtonienne (en rouge) par rapport à une orbite einsteinienne (en bleu) d'une particule test autour d'une étoile sphérique.

- La gravitation newtonienne prédit que l'orbite d'une seule planète autour d'une étoile parfaitement sphérique est une ellipse. La théorie d'Einstein prévoit une courbe plus compliquée : la planète se comporte comme si elle décrivait une ellipse, mais en même temps l'ellipse entière tourne lentement autour de l'étoile. Sur le diagramme de droite, l'ellipse prédite par la gravitation newtonienne est dessinée en rouge, et quelques tours de l'orbite einsteinienne sont dessinés en bleu. Pour une planète tournant autour du Soleil, cette déviation de l'orbite newtonienne est connue sous le nom de précession du périhélie, le périhélie étant le point de l'orbite le plus rapproché du Soleil, et le mot précession indiquant que les périhélies successifs se précèdent, dans le sens où la planète décrit son orbite. La première mesure de cet effet, pour la planète Mercure, date de 1859. Les résultats les plus précis pour Mercure et d'autres planètes sont basés sur des mesures faites entre 1966 et 1990 en utilisant des radiotélescopes[26]. La relativité générale prédit les précessions de périhélie correctes pour toutes les planètes où elles peuvent être mesurées avec précision (Mercure, Vénus et la Terre).
- Selon la relativité générale, la lumière ne se propage pas en ligne droite dans un champ gravitationnel : elle est défléchie en passant à proximité de corps massifs. En particulier, la lumière des étoiles est défléchie en passant près du Soleil, ce qui conduit à des déviations apparentes allant jusqu'à 1,75 seconde d'arc par rapport à la position qu'elles occupent la nuit. En gravitation newtonienne, on peut faire des raisonnements heuristiques conduisant à des déflexions de la lumière égales à la moitié de cette valeur[27]. Les prédictions peuvent être testées en observant des étoiles proches du Soleil pendant une éclipse de Soleil. De cette manière, des expéditions britanniques au Brésil et en Afrique occidentale, dirigées par Arthur Eddington, ont pu confirmer que la prédiction d'Einstein est correcte, contrairement aux arguments de la théorie newtonienne. Ces premiers résultats d'Eddington n'étaient pas très précis; des observations ultérieures de la déflexion par le Soleil de la lumière de quasars distants, qui utilisent les techniques ultra-précises de la radioastronomie, ont confirmé les résultats d'Eddington avec une précision significativement meilleure (les premières de ces observations datent de 1967, l'analyse comparative la plus récente de 2004)[28].
- Le décalage vers le rouge gravitationnel a été mesuré pour la première fois en laboratoire dans l'expérience de Pound-Rebka par Robert Pound et Glen Rebka en 1959. On l'observe aussi dans des mesures astrophysiques, comme pour la naine blanche Sirius B. La dilatation gravitationnelle du temps associée a été mesurée en transportant des horloges atomiques à des altitudes allant de dizaines à des dizaines de milliers de km (d'abord par l'expérience de Hafele–Keating en 1971, plus récemment par la sonde Gravity Probe A (en) (ou GP-A), qui a atteint l'altitude de 10 000 km et a vérifié l'effet prévu à 10−4 près)[29].

Sur ces trois tests, un seul — la précession du périhélie de Mercure — était connu avant la publication finale par Einstein de la relativité générale en 1916. Les confirmations expérimentales ultérieures de ses autres prédictions, spécialement les premières mesures de la déflexion de la lumière par le Soleil en 1919, ont catapulté Einstein à la célébrité internationale. Ces trois tests expérimentaux ont justifié l'adoption de la relativité générale plutôt que la théorie de Newton, et au passage, plutôt qu'un certain nombre de théories proposées comme alternatives à la relativité générale.
D'autres tests de la relativité générale comprennent des mesures de précision de l'effet Shapiro, ou retard gravitationnel de la lumière, la dernière mesure ayant été faite avec la sonde spatiale Cassini-Huygens. Un autre ensemble de tests se porte sur des effets prédits par la relativité générale concernant le comportement de gyroscopes se déplaçant dans des champs gravitationnels. Un de ces effets, la partie De Sitter de l'effet géodétique, a été testé avec des expériences de télémétrie Laser-Lune (mesures de haute précision de l'orbite de la Lune). Une autre, reliée aux masses en rotation, est appelée effet Lense-Thirring. Elle devait être testée par le satellite Gravity Probe B lancé en 2004, avec des résultats fin 2008 ; en raison de difficultés techniques, ce n'est qu'en 2011 que la NASA a annoncé la confirmation de l'effet avec les valeurs annoncées par la théorie.
À l'échelle cosmique, la gravitation au sein du système solaire est faible. Comme les différences entre les prédictions des théories d'Einstein et de Newton sont les plus marquées quand la gravitation est forte, les physiciens se sont intéressés depuis longtemps aux tests de divers effets relativistes dans des environnements où règne une forte gravitation. Ceci est devenu possible notamment grâce aux observations de précision des pulsars binaires. Dans un tel système d'étoiles, deux étoiles très compactes (étoiles à neutrons) tournent autour d'un centre commun. Une des deux au moins est un pulsar – un objet astronomique qui émet un étroit faisceau d'ondes radio en tournant très vite sur lui-même. De même que le faisceau tournant d'un phare est vu de loin comme un clignotant, ces faisceaux frappent la Terre avec une extrême régularité pour un pulsar isolé, et sont reçus comme une succession d'impulsions très régulières. Dans le cas d'un pulsar double, la relativité générale prédit des déviations caractéristiques du rythme de ces impulsions. Par exemple, quand les ondes radio passent à proximité de l'autre étoile, ils doivent être défléchis par son champ gravitationnel. Les déviations du rythme des impulsions suivent avec une précision remarquable les prédictions de la relativité générale.
Un ensemble particulier d'observations est relié à des applications éminemment utilitaires, par exemple aux systèmes de navigation par satellite, tels le GPS ou Galileo, qui permettent une navigation précise dans l'espace et dans le temps. Ces systèmes reposent sur l'utilisation de deux ensembles d'horloges atomiques, des horloges sur des satellites en orbite terrestre, et des horloges de référence situées à la surface de la Terre. La relativité générale prévoit que ces deux ensembles d'horloges battent à des rythmes légèrement différents, en raison de leurs vitesses (effet Doppler-Fizeau déjà prédit par la relativité restreinte), et de leurs positions différentes dans le champ gravitationnel terrestre. Pour assurer la précision du système, les horloges des satellites sont ralenties par un facteur relativiste, ou alors ce facteur est pris en compte dans le calcul des positions. Inversement, les tests de la précision du système (et en particulier les mesures très raffinées qui participent à la définition du temps universel coordonné, UTC) témoignent de la validité des corrections prédites par la relativité.
Un ensemble d'autres tests ont mis à l'épreuve la validité de diverses versions du principe d'équivalence ; à strictement parler, toutes les mesures de la dilatation du temps gravitationnelle sont des tests de sa version faible, et non pas de la relativité générale elle-même. Jusqu'à présent, la relativité générale a réussi tous les tests expérimentaux.

## Applications astrophysiques
Les modèles fondés sur la relativité générale jouent un rôle important en astrophysique où les masses mises en jeu peuvent être très importantes, et le succès de ces modèles apporte un nouveau témoignage quant à la validité de la théorie.

### Effets de lentille gravitationnelle

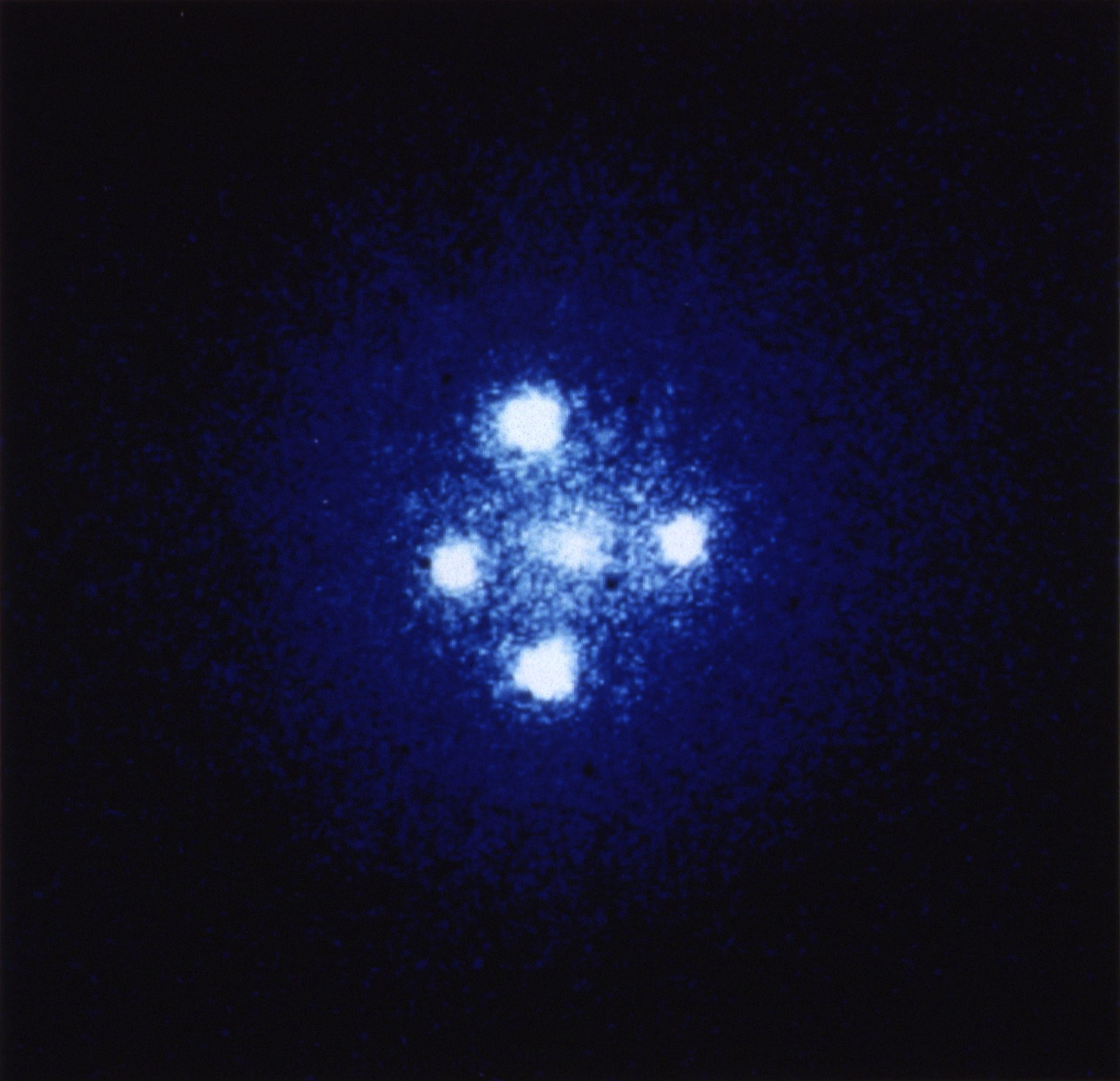
Croix d'Einstein : quatre images du même objet astronomique, provoquées par une lentille gravitationnelle

Comme la lumière est défléchie dans un champ de gravitation, il est possible que la lumière d'un objet distant atteigne l'observateur par deux ou plusieurs chemins. Par exemple, si la lumière d'un objet très éloigné, et suffisamment brillant, comme un quasar, passe à côté d'une galaxie massive, elle est défléchie vers un observateur sur la Terre, et simultanément, elle peut passer de l'autre côté de la même galaxie, et être défléchie en sens inverse, atteignant ainsi l'observateur d'une direction légèrement différente. Le résultat est que cet observateur va observer le même objet astronomique à deux endroits différents du ciel. Ce type de convergence est bien connu quand il fait intervenir la déviation par une lentille optique, et par suite l'effet gravitationnel est appelé lentille gravitationnelle.
Les effets de lentille gravitationnelle constituent un outil important en astronomie pour trouver les propriétés de l'objet jouant le rôle de lentille. Même dans les cas où l'objet n'est pas visible, la forme de l'image à travers la lentille donne de l'information sur la distribution des masses responsables de la déflexion de la lumière. En effet, la distribution de matière peut faire apparaître l'objet lointain en plusieurs directions, avec éventuellement des intensités différentes. À la limite, l'objet peut apparaître sous la forme d'un arc de cercle (anneau d'Einstein). En particulier les lentilles gravitationnelles sont une manière de mesurer la distribution de la matière noire, qui n'émet pas de lumière, et qui ne peut être observée que par ses effets gravitationnels. Une application particulièrement intéressante est l'observation à grand champ, où les masses formant la lentille sont réparties sur une fraction significative de l'univers observable, ce qui peut être utilisé pour obtenir des informations concernant les propriétés à grande échelle et l'évolution de notre cosmos.

### Ondes gravitationnelles
Les ondes gravitationnelles sont une conséquence directe de la théorie d'Einstein. Ce sont des ondes de distorsion de la géométrie de l'espace, qui se propagent dans le vide à la vitesse de la lumière. (Il ne faut pas les confondre avec les ondes de gravité de la dynamique des fluides, qui sont un concept différent.)
On a détecté indirectement l'existence des ondes gravitationnelles en observant certaines étoiles binaires. Ce sont des paires d'étoiles qui orbitent autour du centre de masse commun, et ce faisant, perdent graduellement leur énergie en émettant des ondes gravitationnelles. Pour des étoiles ordinaires comme le Soleil, la perte de masse serait trop faible pour être détectable. Mais en 1974, cette perte d'énergie a été observée dans un pulsar binaire (PSR 1913+16). Dans un tel système, une des étoiles est un pulsar. Ceci a deux conséquences : un pulsar est un objet extrêmement dense (une étoile à neutrons), ce qui lui permet d'être très proche de son compagnon, et d'autre part il émet un faisceau étroit d'ondes radio avec une très grande régularité. Le champ gravitationnel avoisinant perturbe la régularité avec laquelle à chaque tour ce faisceau est reçu, ce qui permet de l'analyser. La proximité des deux membres du couple fait qu'il émet une quantité substantielle d'ondes gravitationnelles, et que celles-ci peuvent notamment être repérées dans cette dernière analyse.
Les découvreurs de PSR 1913+16, Russell Hulse et Joseph Taylor, ont reçu le Prix Nobel de physique en 1993. Depuis, plusieurs autres pulsars binaires ont été trouvés. Les plus utiles sont ceux dont les deux composants sont des pulsars, parce qu'ils donnent les tests les plus précis de la relativité générale.
Le 14 septembre 2015, les chercheurs du LIGO annoncent avoir détecté directement des ondes gravitationnelles ; cette annonce est confirmée officiellement le 11 février 2016,, et le résultat est publié le jour même dans la revue Physical Review Letters. Ces ondes gravitationnelles ont été produites par la coalescence de deux trous noirs, situés à 1,3 milliard d'années-lumière. Ce serait aussi « la première preuve directe de l’existence des trous noirs », affirme Thibault Damour, physicien théoricien français.

### Trous noirs
Quand la masse est concentrée dans une région de l'espace suffisamment compacte, la relativité générale prédit la formation d'un trou noir – une région de l'espace dont l'attraction gravitationnelle est si forte que même la lumière ne peut s'en échapper. Certains types de trous noirs sont estimés être le point final de l'évolution d'étoiles particulièrement massives. D'autre part, il existe des trous noirs supermassifs, dont la masse peut varier du million au milliard de masses solaires, au centre de la plupart des galaxies, et ils jouent un rôle clef dans les modèles actuels de la formation des galaxies au cours des milliards d'années.

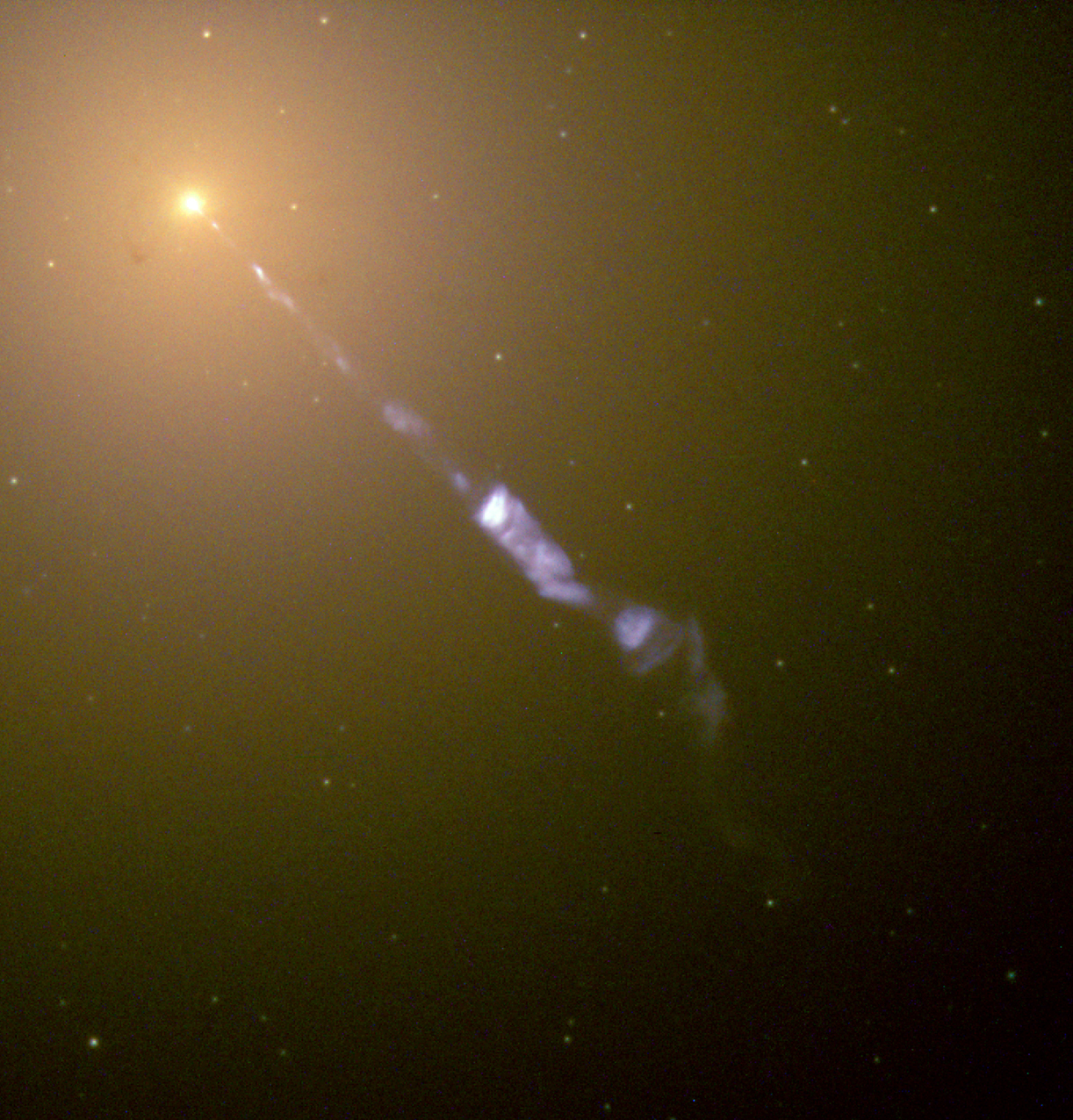
Jet émanant de la région centrale de la galaxie M87 et mû par le tourbillon de matière tombant sur le trou noir du centre

La matière tombant sur un objet compact est l'un des mécanismes les plus efficaces pour émettre de l'énergie sous forme de rayonnement électromagnétique, et la matière tombant sur des trous noirs passe pour l'un des phénomènes astronomiques les plus brillants. Des exemples notables, de grand intérêt pour les astronomes, sont les quasars et d'autres types de noyaux de galaxies actives. Dans les bonnes conditions, la matière qui tombe en s'accumulant sur un trou noir peut conduire à la formation de jets relativistes, où des faisceaux focalisés de matière sont lancés dans l'espace avec une telle énergie qu'ils atteignent des vitesses proches de celle de la lumière.
Plusieurs propriétés font des trous noirs les sources les plus prometteuses d'ondes gravitationnelles. Une raison est que les trous noirs sont les objets les plus compacts qui puissent orbiter autour l'un de l'autre dans un système binaire ; par conséquent, les ondes gravitationnelles émises par un tel système sont spécialement fortes. Une autre raison découle de ce qui est connu comme le théorème de calvitie, qui énonce qu'un trou noir ne dépend que de trois choses : sa masse, sa charge électrique et sa rotation, et non d'autres paramètres individuels divers. Cependant, pendant que la matière environnante tombe sur le trou noir, celui-ci se débarrasse de toutes ses autres propriétés géométriques (il "perd ses cheveux") en rayonnant des ondes gravitationnelles.

### Cosmologie

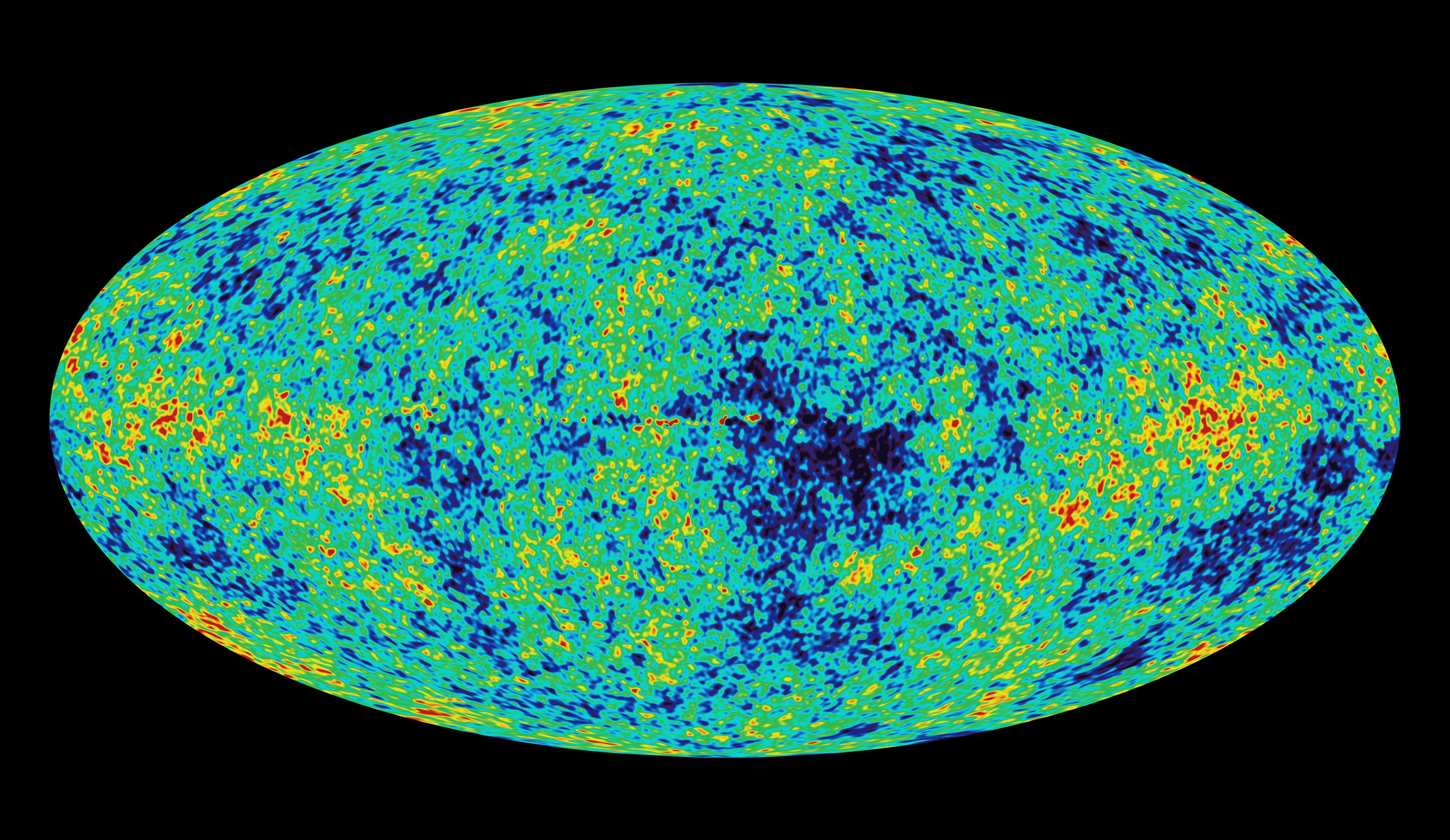
Carte des rayonnements émis moins de quelques centaines de milliers d'années après le big bang, mesurée par le télescope satellite WMAP.

Un des aspects les plus importants de la relativité générale est qu'elle permet de construire un modèle global de l'univers. Une structure remarquable est que la structure du cosmos à grande échelle apparaît pratiquement uniforme, quelle que soit la position de l'observateur ou la direction dans laquelle il observe. On dit que l'univers est globalement homogène et isotrope. Une structure aussi simple de l'univers peut être donnée par une solution simple des équations d'Einstein. Le modèle standard de la cosmologie actuel est obtenu en combinant cette solution avec les théories décrivant les propriétés de la matière qu'il contient : thermodynamique, physique nucléaire, physique des particules. Selon ces modèles, notre univers actuel a explosé d'un état extrêmement dense et chaud (le Big Bang), il y a environ 14 milliards d'années, et s'est étendu constamment depuis.
Il existe une ambiguïté dans les équations d'Einstein, où l'on peut ajouter un terme appelé constante cosmologique, qui n'a d'effet qu'à très grande distance. Quand ce terme est présent, l'espace vide agit comme une source de gravitation attractive, ou répulsive, selon le signe qu'on lui donne. Einstein avait introduit ce terme en 1917 dans son papier pionnier sur la cosmologie, et avec une motivation très spéciale : à l'époque, l'univers était tenu pour statique et éternel, et le nouveau terme – pris avec un signe répulsif – devait compenser l'attraction de la matière, qui provoquait le Big Bang. Mais d'une part on s'aperçut que l'univers n'était pas statique, mais en dilatation et d'autre part que l'artifice ne résolvait pas le problème : des concentrations locales de matière ne pouvaient que s'accentuer. Einstein a donc abandonné cette proposition. Cependant, à partir de 1998, un ensemble de preuves astronomiques s'est accumulé pour montrer que, contrairement au modèle sans terme cosmologique, où l'expansion de l'univers se ralentit, cette expansion est actuellement en voie de s'accélérer. Ceci montre qu'il y a une constante cosmologique de signe répulsif, que l'on peut aussi interpréter en termes d'énergie noire aux propriétés très spéciales, et qui emplit tout l'espace.

## Recherche actuelle: la relativité générale et au-delà
La relativité générale a de grands succès en donnant un cadre pour des modèles précis décrivant un ensemble impressionnant de phénomènes physiques. D'autre part, il reste beaucoup de questions encore ouvertes, et intéressantes : en particulier la théorie dans son ensemble est presque certainement incomplète.
À l'opposé de toutes les autres théories modernes des interactions fondamentales, la relativité générale est une théorie classique : elle ne comprend pas les effets de la mécanique quantique. La recherche d'une version quantique de la relativité générale aborde l'une des questions ouvertes les plus fondamentales de la physique. Il y a des candidats prometteurs pour une telle théorie de la gravitation quantique : en particulier les diverses variations de théorie des cordes et de théorie des supercordes ou encore la gravitation quantique à boucles. Cependant aucune de ces théories n'est logiquement cohérente ni complète. On a aussi longtemps espéré qu'une théorie de la gravitation quantique pourrait éliminer une autre structure problématique de la relativité générale : la présence de singularités gravitationnelles de l'espace-temps. Ces singularités sont des lignes ou des surfaces dans l'espace-temps où la géométrie perd sa signification, avec la conséquence que la relativité générale y perd son pouvoir de prédiction. De plus, il existe des théorèmes sur les singularités de Stephen Hawking et de Roger Penrose, qui expriment la nécessité de ce type de singularité dans un univers soumis aux lois de la relativité générale, en l'absence de toute modification quantique. Les exemples les plus connus sont les singularités présentes dans la description des trous noirs et du Big Bang.
D'autres tentatives pour modifier la relativité générale ont été faites dans le cadre de la cosmologie. Dans les modèles cosmologiques modernes, la majorité de l'énergie de l'univers est sous des formes encore jamais directement détectées : l'énergie noire et la matière noire. Il y a eu quelques propositions controversées pour court-circuiter le besoin d'introduire ces formes énigmatiques de matière et d'énergie, en modifiant les lois régissant la gravitation et la dynamique de l'expansion de l'Univers, par exemple une dynamique newtonienne modifiée.
Au-delà des problèmes posés par les effets quantiques et les singularités cosmologiques, la recherche en relativité générale est remplie de possibilités d'explorations supplémentaires : les mathématiciens de la relativité explorent la nature des singularités et la nature exacte des équations d'Einstein, et des simulations d'espace-temps spécifiques sont effectuées sur ordinateur (comme celles de trous noirs tombant l'un sur l'autre), et les avancées permises par l'observation directe d'ondes gravitationnelles se poursuivent.
Plus de 100 ans après la publication de la théorie, la recherche est toujours plus active.